# Conus consors daullei
Conus consors daullei is een ondersoort van de zeeslakkensoort Conus consors, uit het geslacht Conus. De slak behoort tot de familie Conidae. Conus consors daullei werd in 1858 beschreven door Crosse. Net zoals alle soorten binnen het geslacht Conus zijn deze slakken roofzuchtig en giftig. Zij bezitten een harpoenachtige structuur waarmee ze hun prooi kunnen steken en verlammen.